# (3380) Awaji
(3380) Awaji (1940 EF) – planetoida z grupy pasa głównego asteroid okrążająca Słońce w ciągu 4,8 lat w średniej odległości 2,84 j.a. Odkrył ją György Kulin 15 marca 1940 roku.